# Dorothea Gérard
Dorothea Gérard (Rochsoles, 1855 – 1915) è stata una scrittrice scozzese.

## Biografia
Nata a Rochsoles, da Archibald Gérard ed Euphemia Robison, fu la quinta di sette figli; la sorella Emily fu affermata scrittrice.
Dorothea dimostrò la propria bravura nel narrare brevi storie fin da bambina, quando ancora non sapeva scrivere, e dettava queste storie alla madre. All'epoca, con la sorella maggiore Emily, faceva parte di un club letterario in cui ogni socio doveva fornire, come da regolamento, una storia ogni settimana.
Trascorse gran parte della sua infanzia in Austria e fu educata, assieme alle sorelle più giovani, nel "Collegio del Sacro Cuore" a Graz in Stiria. Dopo la morte della madre, Dorothea, che aveva quindici anni, passò a carico della sorella Emily, che aveva sposato da poco l'ufficiale di cavalleria dell'esercito austro-ungarico Miecislas de Laszowski. A causa dei frequenti trasferimenti di quest'ultimo, le due sorelle ebbero l'occasione di viaggiare molto.
A partire dal 1877 nacque in entrambe le sorelle l'idea di scrivere novelle e si lanciarono nell'ambiziosa impresa di scrivere una raccolta di novelle in tre volumi intitolata Reata. Dopo Reata, pubblicata inizialmente a puntate nel "Blackwood's Magazine", le sorelle scrissero insieme A sensitive Plant, Beggar my Neighbour, e The Waters of Hercules.
Nel 1887 Dorothea sposò il capitano Longard, anch'egli ufficiale dell'esercito austro-ungarico. Il matrimonio segnò la fine del sodalizio letterario con Emily. Tra le sue opere se ne possono ricordare tre che hanno avuto particolare successo: Recha,  Etelka's Vow, una storia di vendette ambientata in Austria e Ungheria, e A Queen of Curds and Cream.